# Neottia mackinnonii
Neottia mackinnonii är en orkidéart som beskrevs av Deva och H.B. Naithani. Neottia mackinnonii ingår i släktet näströtter, och familjen orkidéer. Inga underarter finns listade i Catalogue of Life.